# Matthias Wanckel
Matthias Wanckel (auch: Wanckelius) (* 24. Februar 1511 in Hammelburg; † 2. Februar 1571 in Kemberg) war ein deutscher evangelisch-lutherischer Theologe.

## Leben
Wanckel war ein Sohn des Hammelburger Bürgermeisters und späteren Kaufmanns in Siebenbürgen Andreas Wanckel. Nach dem Schulbesuch in Hammelburg und Magdeburg, immatrikulierte er sich am 28. Januar 1529 an der Universität Wittenberg. 1532 nahm er eine Stelle als Unterlehrer in Magdeburg an. Nachdem er sich im Januar 1537 den akademischen Grad eines Magisters der Artes liberalis erworben hatte, übernahm er die Stelle eines Schulrektors in seiner Geburtsstadt. In der Folge wurde er 1542 an die Universität Wittenberg berufen, von wo ihn Luther und Melanchthon als obersten Prediger und Pfarrer an die Kirche St. Moritz in Halle schickten. 1545 nahm Wanckel an einer wichtigen Beratung führender Reformatoren in Merseburg teil. Die von Luther im dortigen Dom gehaltenen Predigten „vom Reich Christi“ und „von der christlichen Ehe“ schrieb Wanckel mit und ließ die Texte 1546 in Halle drucken, wodurch sie inhaltlich allgemein bekannt wurden. 1552 folgte Wanckel dem verstorbenen Bartholomäus Bernhardi als Propst in Kemberg.
Wanckel war zweimal verheiratet. In seiner am 14. Juni 1540 geschlossenen Ehe mit Katharina Bernhardi (1522–1551), die älteste Tochter des Bartholomäus Bernardi, wurden sechs Töchter geboren. In der zweiten mit der Schmiedeberger Bürgermeisterstochter Elisabeth Leffler (Löffler), wurden ihm vier Söhne sowie drei Töchter geboren. Von seinen Kindern erlangte Johannes Wanckel weitere Bedeutung. Aus der Ehe seiner Tochter Maria Wanckel mit Ambrosius Rhodius, stammt der Mathematiker Ambrosius Rhode und dessen Urenkel Ambrosius Rhodius.
Nach Wanckels Tod ließen seine Frau, seine Kinder und Schwiegersöhne ein großes Epitaph in der Kemberger Frauenkirche errichten, das seine wichtigsten Lebensstationen aufzeigt.